# Muglikatti, Shiggaon
Muglikatti là một làng thuộc tehsil Shiggaon, huyện Haveri, bang Karnataka, Ấn Độ.